# Xenokleidesz
Xenokleidesz (korinthoszi)
Korinthoszi hadvezér az i. e. 5. században a Peloponészoszi háborúban. A korinthoszi flotta öt parancsnokának az egyike volt, amelyet Korinthosz i. e. 433-ban Kerküra (ma Korfu) ellen küldött. Apját Eutüklésznek hívták. A Szübota szigeteknél vívott tengeri ütközetben részleges győzelmet aratott a kerküraiak ellen. A csata után mindkét fél önmagát tartotta győztesnek és győzelmi emlékművet emeltek. A korinthoszi had útban hazafelé az Amvrakiai-öböl bejáratánál fekvő Anaktoriont csellel elfoglalta és ott Xenokleidesz korinthoszi gyarmatosokat hagyott.
Az i. e. 426/425 körül lezajlott Olpai csata után 300 hoplitából álló helyőrséget vezetett Amvrakiába egy nehéz szárazföldi úton.